# Шереметев, Владимир Петрович
Влади́мир Петро́вич Шереме́тев (6 июля 1668—9 июля 1737) — генерал-аншеф, смоленский воевода (1700—1701), киевский губернатор (1731—1736). Младший брат графа Бориса Петровича Шереметева.

## Биография
Родился в старинной боярской семье Шереметевых. Младший сын боярина Петра Васильевича Шереметева (ум. 1690). В ноябре 1665 года царским указом Шереметев был назначен на воеводство в Киев. За ним последовала его супруга Анна Фёдоровна, урождённая Волынская (ум.1684), вместе с сыновьями Борисом, Фёдором, Иваном и Василием. Здесь у супругов 6 июля 1668 года родился пятый сын, Владимир. Имя своё он получил в честь киевского князя Владимира, день памяти которого отмечается 15 июля. В апреле 1669 года Пётр Васильевич был отозван царём из Киева в Москву, и вместе с семьёй покинул город. В апреле 1676 года Владимир Петрович с матерью и братьями Иваном и Василием переехал в Тобольск к новому месту службы отца.
В 1682 году по случаю свадьбы царя Фёдора Алексеевича с Марфой Апраксиной Шереметев пожалован комнатным стольником. 25 февраля 1697 года вместе со старшим братом Василием был направлен в Венецию для обучения «воинским искусствам и поведениям». В 1698 году братья присоединились к Борису Петровичу, который совершал путешествие по государствам Западной Европы, выполняя дипломатические поручения императора Петра.
Марта 3 числа на сырной неделе в четверток поехали из Венеции до города Падуа, а с собою из Венеции изволил Боярин взять до Рима и Малта родных своих братьев Василья Петровича и Володимира Петровича Шереметевых.
На Мальте братья были приняты великим магистром Мальтийского ордена Рамоном Перелльос и Роккафуль . Кроме того, «Боярин с братьями своими и Кавалерами ходил смотреть крепости и всяких воинских припасов», осмотрел «гошпитоля» для больных, совместно с магистром и рыцарями слушали литургию в церкви Иоанна Предтечи, причём для Бориса Петровича было устроено «особливое место по правую сторону Гранд-Магистра», а братья «стояли мало поодаль отделяся от всех Кавалеров, и положены им были подушки бархатныя».
В феврале 1700 года Владимир Шереметев направлен воеводой в Смоленск, сменив на этом посту Петра Самойловича Салтыкова. В августе 1701 года воеводство было вновь возвращено Салтыкову. Столь кратковременное правление было отмечено несколькими происшествиями. 1700 года в Смоленск прибыл польский капитан Шпикерт, который должен был получить 22 пушки и припасы к ним, выделенные императором Петром для помощи королю Августу. Осуществить отправку было получено воеводе, но Владимир Петрович, сообщая в Москву, что «артиллерию велел готовить», спрашивал, на чьих подводах и за чей счёт везти пушки. Получив через месяц грамоту царя, в которой Пётр грозил Шереметеву «опалой и разорением» в случае задержки оружия, последний активизировал сбор. Вскоре выяснилось, что «у пушек станки и колёса ветхи», а у некоторых и вовсе отсутствовали, денег на ремонт нет, негде взять крестьян для сопровождения и припасов для них. Когда же эти вопросы были решены, на реке Каспле оказались осенние пороги, для расчистки которых потребовалось 200 человек и неделя работы. Наконец, 8 сентября 22 пушки и 6 мортир с ядрами, бомбами, порохом и свинцом были отправлены с капитаном и 300 смоленскими солдатами. Оружие прибыло под Ригу 18 октября, ровно через месяц после снятия осады города. Ещё одной неприятностью для Шереметева стало отсутствие одного из командиров жилых солдатских полков, расквартированных в Смоленске. Генерал-поручик Андрей Андреевич Цей в октябре 1700 года покинул Смоленск по состоянию здоровья, и, несмотря на все требования воеводы, более в полк не вернулся. В 1701 году полк передали под командование бывшего полковника московского стрелецкого полка стольника Петра Васильевича Головина.
В регулярстве с 1702 года, лейб-гвардии капитан-поручик, в 1702—1709 годы — полковник, в 1709—1725 — бригадир.
Владимир Петрович Шереметев вместе с братьями стал одним из первых петербуржцев. В декабре 1712 года его старший брат Василий Петрович получил право «на порозжую землю по Первой линии на Большой Неве против Канец», рядом с ним получили участки Владимир Петрович и граф Михаил Борисович. Эта улица в первые годы считалась одной из основных в городе и проходила примерно по трассе современной Шпалерной улицы.
По семейному разделу Владимир Шереметев унаследовал имение Кусково, которое в 1715 году продал старшему брату Борису.
В день коронации императора Петра II в 1728 году пожалован в генерал-майоры, 24 февраля произведён в генерал-лейтенанты. 10 апреля назначен на место генерал-лейтенанта Г. О. Дугласа (уволенного по жалобе малороссиян) в Малороссию с зачислением в Украинский корпус, в команду генерал-фельдмаршала князя Михаила Голицына.
11 ноября 1731 года указом Сената «велено у генерал-лейтенанта Шереметева порученную ему команду, при которой он ныне обретается принять, кому по разсмотрению военной Коллегии определено будет», а ему быть киевским губернатором. Эту должность Шереметев занимал до начала 1736 года, причем в конце его службы, помимо исполнения обязанностей губернатора, ему Высочайше поручено было учредить на русской границе крепкие форпосты и стараться ловить шпионов, отправленных в Россию молдавским князем в угоду Турции. 30 января 1736 года Владимир Петрович был уволен по болезни в отставку с производством в генерал-аншефы.
Владимир Петрович Шереметев скончался 9 июня 1737 года и был похоронен в церкви Николы в Гнездниках.
В 1914 году граф Павел Сергеевич Шереметев опубликовал двухтомную биографию «Владимір Петрович Шереметев, 1668—1737».

## Семья
Владимир Петрович был женат на Татьяне Васильевне Собакиной (1668—30.04.1747), принявшей позднее монашество под именем Антония. Она была дочерью Василия Никифоровича и внучкой Никифора Сергеевича Собакиных.
- Фёдор Владимирович (ум. 1708/1715) — состоял на военной службе. Обучался в Голландии и Англии навигационному делу и оснастке. Скончался в г. Саардаме. Был женат на Мавре Сергеевне Лопухиной, дочери Сергея Аврамовича Лопухина и двоюродной сестре царицы Евдокии. В приданое Мавры Сергеевны входило село Покровское-Рузское. Имели 2 сыновей[K 1]:
  - Алексей Фёдорович (ум. 1760) — генерал-поручик, генерал-провиантмейстер. Женат дважды: на внучке Л. Ф. Долгорукова княжне Аграфене Александровне Долгоруковой (ум. 1755) и Анастасии Никитишне Миклашевской.
  - Владимир Фёдорович (ум. 1780) — женат на Марии Андреевне Хованской (ум. 1781), дочери Андрея Петровича Хованского и внучке Петра Ивановича Хованского Змея.
- Анастасия Владимировна — супруга князя Алексея Васильевича Долгорукова.

### Комментарии
1. ↑  В «Российской родословной книге» князя П.В. Долгорукова братья показаны сыновьями боярина Фёдора Петровича Шереметева, брата Владимира Петровича[9]